# Serajoedal Stoomtram Maatschappij
| Serajoedal Stoomtram Maatschappij                                | Serajoedal Stoomtram Maatschappij |
| ---------------------------------------------------------------- | --------------------------------- |
| Eisenbahnbrücke über den Peloes River bei der Station Soekaradja |                                   |
| Streckenverlauf, Juli 1918                                       |                                   |
| Streckenlänge:                                                   | 142 km                            |
| Spurweite:                                                       | 1067 mm (Kapspur)                 |
|                                                                  |                                   |

Die Serajoedal Stoomtram Maatschappij (SDS oder SDSM, niederländisch für Serayutal-Dampfstraßenbahngesellschaft, Indonesisch auch Perusahaan Kereta Uap Lembah Serayu, Serayutal-Dampfeisenbahngesellschaft) war eine Eisenbahngesellschaft, deren Strecke das Serayutal durchquerte und Maos über Patikraja, Purwokerto, Sokaraja, Purbalingga, Klampok, Mandiraja, Banjarnegara mit Wonosobo verband. 

## Geschichte
Die Gesellschaft wurde 1894 gegründet, nachdem R.H. Eysonius de Waal und O.J.A. Repelaer van Driel 1893 und 1894 Konzessionen für den Bau und den Betrieb einer Dampfstraßenbahn erhalten hatten.
Der Bau der Strecke wurde in drei Phasen abschnittsweise durchgeführt. Der Bau der Strecke kostete 1.500.000 Gulden, finanziert von der Financiele Maatschappij van Nijverheidsondernemingen in Ned. Indies. Das Projekt wurde vom Ingenieur C. Groll geleitet. Die Eisenbahnlinie wurde auf der Grundlage der niederländischen Wirtschaftsinteressen errichtet, indem sie den niederländischen Regierungsunternehmen, insbesondere Zuckerfabriken, schnelle und billige Transportmöglichkeiten zur Verfügung stellte.
Die Strecke wurde von 1978 bis 1980 abschnittsweise stillgelegt. Das Vermögen, das ehemals im Besitz der SDS und später der PT Kereta Api Indonesia war, gehörte von den 1980er Jahren bis zur regionalen Autonomie im Jahr 2001 dem Verkehrsministerium der Republik Indonesien und von 2001 bis 2006 der Transportabteilung der Provinz Zentraljava.

## Lokomotiven

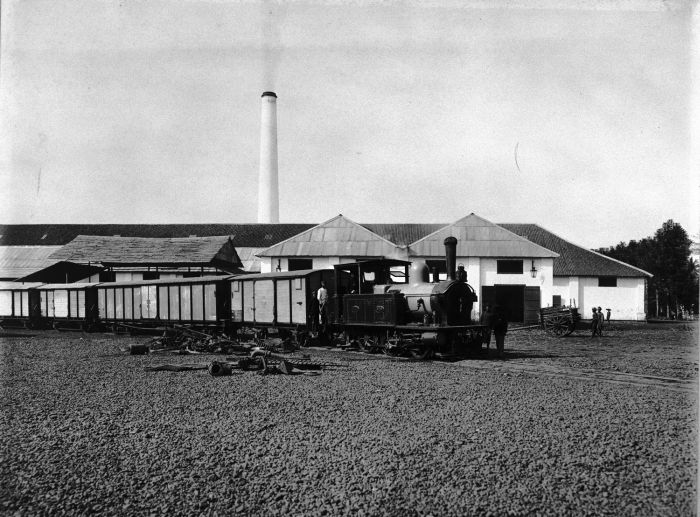
Dampfzug vor der Zuckerfabrik Kalibagor

- Beyer-Peacock: 14 Dampflokomotiven, C1401–C1414
- Hartmann: 5 Lokomotiven, D1007–D1011
- Hohenzollern: 3 Lokomotiven, D1301–D1303

## Nutzung
Folgende Unternehmen nutzten die Eisenbahn:
- Zuckerrohrplantagen und Zuckermühlen: Zuckerfabrik Purwokerto (Suikerfabriek Poerwokerto), Zuckerfabrik Kalibagor  (Suikeronderneming Kalibagor), Zuckerfabrik Kalimanah (Suikerfabriek Kalimanah), Zuckerfabrik Bojong  (Suikerfabriek Bodjong) und Zuckerunternehmen Klampok (Suikeronderneming Klampok)
- Tabakplantagen in Patikraja, Purbalingga, Banjarnegara und Wonosobo
- Zimtplantagen in Wonosobo und Banjarnegara
- Teeplantagen in Wonosobo und Banjarnegara

## Phasen des Streckenbaus

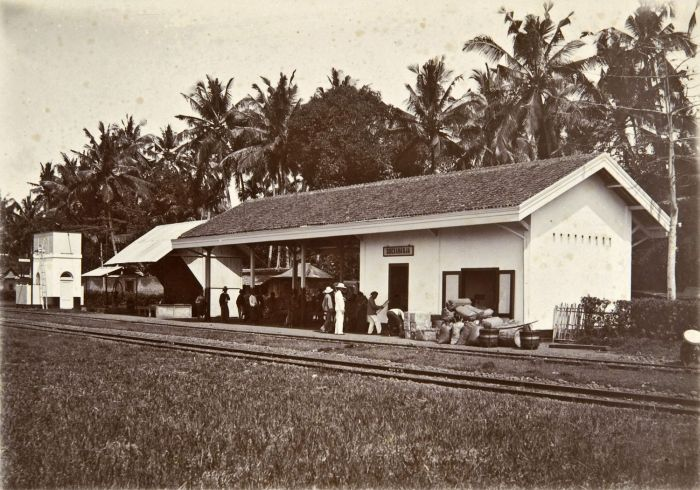
Station Soekaradja

### Erste Phase
- Maos – Purwokerto Timur (29 km), am 16. Juli 1896 eingeweiht (Maos – Rawalo – Panisinan – Tinggartugu – Glempong – Tinggarjengkol – Gringging – Sampang – Kebasen – Patikraja – Sidabowa – Tanjung – Purwokerto Timur)
- Purwokerto Timur – Sokaraja (9 km), am 5. Dezember 1896 eingeweiht (Purwokerto Timur – Pasar Wage – Sangkalputung – Sokaraja – Zuckerfabrik Kalibagor)
- Sokaraja – Purworeja Klampok (16 km), am 2. Juli 1897 eingeweiht (Sokaraja – Banjarsari – Muntang – Karangkemiri – Kemangkon – Purworeja Klampok)
- Purworeja Klampok – Banjarnegara (30 km), am 18. Mai 1898 eingeweiht (Purworeja Klampok – Gandulekor – Mandiraja – Purwonegoro – Gumiwang – Binorong – Mantrianom – Pucang – Wangon – Banjarnegara)
- Purworeja Klampok – Kandis (7 km), am 16. Juli 1898 eingeweiht (Purworeja Klampok – Tangan Kidul – Tangan Lor – Kayutanam – Bronggong – Kandis)

### Zweite Phase
- Banjarsari – Purbalingga (7 km), am 1. Juli 1900 eingeweiht (Banjarsari – Jompo – Kalimanah – Purbalingga)

### Dritte Phase
- Banjarnegara – Selokromo (9 km) am 1. Mai 1916 eingeweiht (Banjarnegara – Soalanandi – Singomerto – Sigalu – Prigi – Bandingan – Bojonegoro – Tunggoro – Selokromo)
- Selokromo – Wonosobo (14 km), am 7. Juni 1917 eingeweiht (Selokromo – Krasak – Selomerto – Penawangan – Wonosobo)